# ولاية الموصل
ولاية الموصل (بالتركية العثمانية: ولايت موصل)‏ هي إحدى ولايات الدولة العثمانية، تشكلت عام 1879 في الشمال من ولاية بغداد وظلت قائمة حتى عام 1918. قالت شعبة الاستخبارات البحرية البريطانية إن أكثر سكانها من الكرد وضمت مناطق كركوك وأربيل والسليمانية.

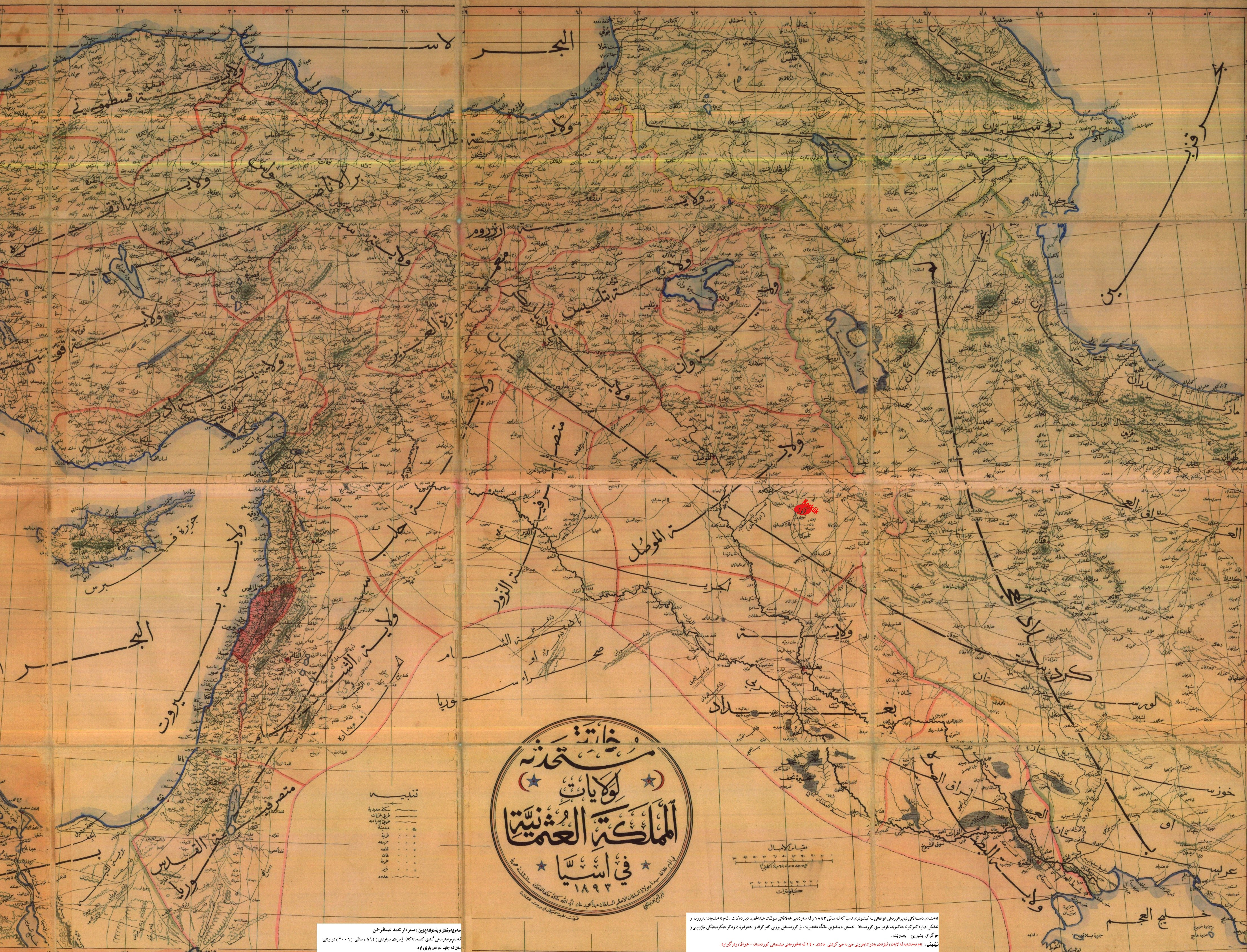
ولاية الموصل في خارطة الولايات العثمانية في المشرق العربي وشرق الأناضول

قال كوك خان جتين سايا في كتابه (الإدارة العثمانية للعراق سنة 1890 - 1908) "أثبتت ولاية الموصل مشقة استثنائية لإدارتها..فهي أكثر الولايات العراقية الثلاث تبَدُّلاً للوالي".

## التاريخ
تأسست ولاية الموصل في عام 1879 وضمت ثلاثة سناجق أو ألوية هم الموصل وكركوك والسليمانية، وتشكل فيما بعد لواء أربيل.
في نهاية الحرب العالمية الأولى، حاول العثمانيين إجراء اتصالات مع القادة الكرد والتركمان في المنطقة في محاولة لاستعادة ولاية الموصل، وأرسلوا أعدادًا كبيرة من الضباط العسكريين العثمانيين السابقين ولا سيما من أصول كردية كمبعوثين للشيخ محمود الحفيد الذي حكم مناطق واسعة من جنوب كردستان انذاك، وإلى شخصيات تركمانية أخرى لإقناعهم بالبقاء تحت حكم الدولة العثمانية. إلا أن الكرد عملوا من أجل تمرير قرار من شأنه أن يتضمن تنفيذ بنود معاهدة سيفر، والتي نصت على تشكيل دولة كردستان المستقلة على مرحلتين. وأرسلوا الجنرال شريف باشا كمبعوث إلى باريس للاتصال بالمشاركين في مؤتمر فرساي الذي عقد في نهاية الحرب العالمية الأولى.
بدأت الإدارة البريطانية المسؤولة عن العراق وجنوب كردستان العمل على ضم ولاية الموصل إلى المملكة العراقية المنشأة حديثًا والتي كانت تتألف من ولايتي بغداد والبصرة فقط، من خلال تنظيم استفتاء عام 1921 لتحديد ما إذا كان فيصل الأول مقبولاً كملك. رفض أهالي أربيل ورواندز والغالبية العظمى من أهالي منطقة كركوك الاقتراح بينما رفضت مناطق كردية أخرى لا سيما منطقة السليمانية حتى المشاركة في الاستفتاء ورفضت الانضمام إلى العراق تحت الانتداب البريطاني. ومع ذلك قررت عصبة الأمم في جمعيتها السابعة والثلاثين في 16 ديسمبر عام 1924 في جنيف، ضم جميع الأراضي الواقعة تحت "خط بروكسل" إلى المملكة العراقية لتلحق مناطق ولاية الموصل بالمملكة في عام 1925.

## السكان
|         | تعداد   | نسبة مئوية |
| ------- | ------- | ---------- |
| كرد     | 20,007  | 4.9%       |
| عرب     | 366,914 | 69.8%      |
| مسيحيين | 61,336  | 7.7%       |
| تركمان  | 38,652  | 4.8%       |
| يزيديين | 26,257  | 3.3%       |
| يهود    | 11,897  | 1.5%       |
| المجموع | 501,000 | 100%       |